# Васиљ (Књажевац)
Васиљ је насеље у Србији у општини Књажевац у Зајечарском округу. Према попису из 2022. било је 413 становника (према попису из 1991. било је 984 становника).

## Демографија
У насељу Васиљ живи 368 пунолетних становника, а просечна старост становништва износи 53,8 година (50,3 код мушкараца и 57,3 код жена). У насељу има 160 домаћинстава, а просечан број чланова по домаћинству је 2,58.
Ово насеље је великим делом насељено Србима (према попису из 2011 Архивирано на веб-сајту  (4. април 2016). године).
|  |

| Демографија | Демографија | Демографија |
| Година      | Становника  | Становника  |
| ----------- | ----------- | ----------- |
| 1948.       | 1.789       |             |
| 1953.       | 1.787       |             |
| 1961.       | 1.793       |             |
| 1971.       | 1.544       |             |
| 1981.       | 1.237       |             |
| 1991.       | 984         | 970         |
| 2002.       | 757         | 758         |
| 2011.       | 567         |             |
| 2022.       | 413         |             |

| Етнички састав према попису из 2002.‍ | Етнички састав према попису из 2002.‍ | Етнички састав према попису из 2002.‍ | Етнички састав према попису из 2002.‍ | Етнички састав према попису из 2002.‍ |
| ------------------------------------ | ------------------------------------ | ------------------------------------ | ------------------------------------ | ------------------------------------ |
|                                      |                                      |                                      |                                      |                                      |
| Срби                                 | Срби                                 |                                      | 754                                  | 99,60%                               |
| непознато                            | непознато                            |                                      | 0                                    | 0,0%                                 |

| Година пописа     | 1948. | 1953. | 1961. | 1971. | 1981. | 1991. | 2002. |
| ----------------- | ----- | ----- | ----- | ----- | ----- | ----- | ----- |
| Број домаћинстава | 376   | 377   | 397   | 359   | 345   | 315   | 279   |

| Број чланова      | 1  | 2  | 3  | 4  | 5  | 6  | 7 | 8 | 9 | 10 и више | Просек |
| ----------------- | -- | -- | -- | -- | -- | -- | - | - | - | --------- | ------ |
| Број домаћинстава | 80 | 94 | 28 | 29 | 14 | 23 | 7 | 4 | 0 | 0         | 2,71   |

| Пол    | Укупно | Неожењен/Неудата | Ожењен/Удата | Удовац/Удовица | Разведен/Разведена | Непознато |
| ------ | ------ | ---------------- | ------------ | -------------- | ------------------ | --------- |
| Мушки  | 330    | 57               | 235          | 28             | 9                  | 1         |
| Женски | 370    | 24               | 231          | 104            | 11                 | 0         |
| УКУПНО | 700    | 81               | 466          | 132            | 20                 | 1         |

| Пол    | Укупно                    | Пољопривреда, лов и шумарство | Рибарство                            | Вађење руде и камена | Прерађивачка индустрија       |
| ------ | ------------------------- | ----------------------------- | ------------------------------------ | -------------------- | ----------------------------- |
| Мушки  | 115                       | 11                            | 0                                    | 3                    | 46                            |
| Женски | 63                        | 6                             | 0                                    | 0                    | 30                            |
| УКУПНО | 178                       | 17                            | 0                                    | 3                    | 76                            |
| Пол    | Производња и снабдевање   | Грађевинарство                | Трговина                             | Хотели и ресторани   | Саобраћај, складиштење и везе |
| Мушки  | 2                         | 11                            | 10                                   | 3                    | 7                             |
| Женски | 1                         | 0                             | 2                                    | 3                    | 0                             |
| УКУПНО | 3                         | 11                            | 12                                   | 6                    | 7                             |
| Пол    | Финансијско посредовање   | Некретнине                    | Државна управа и одбрана             | Образовање           | Здравствени и социјални рад   |
| Мушки  | 0                         | 0                             | 1                                    | 4                    | 2                             |
| Женски | 0                         | 0                             | 0                                    | 3                    | 8                             |
| УКУПНО | 0                         | 0                             | 1                                    | 7                    | 10                            |
| Пол    | Остале услужне активности | Приватна домаћинства          | Екстериторијалне организације и тела | Непознато            | Непознато                     |
| Мушки  | 0                         | 0                             | 0                                    | 15                   | 15                            |
| Женски | 0                         | 0                             | 0                                    | 10                   | 10                            |
| УКУПНО | 0                         | 0                             | 0                                    | 25                   | 25                            |